# Andreas Merker
Andreas Merker (* 1979 in Erfurt) ist ein deutscher Schauspieler. Bekannt ist er vor allem für seine Nebenrolle als Polizist Lüdtke in der Wilsberg-Reihe.

## Leben
Andreas Merker studierte von 2002 bis 2005 Schauspiel an der Hochschule für Musik und Theater Rostock. Er war bisher in verschiedenen Fernsehfilmen zu sehen und hat eine wiederkehrende (Neben-)Rolle als Streifenpolizist Lüdtke in der Wilsberg-Reihe. Bis 2007 spielte er auch Theater und hatte verschiedene Engagements u. a. am Volkstheater Rostock und am Mittelsächsischen Theater.

## Filmografie
- 2008: Arbeit für Alle (Kurzfilm)
- 2009: Marsgesichter (Kurzfilm)
- 2010: Da kommt Kalle (Fernsehserie, eine Folge)
- 2009: Wilsberg – Oh du tödliche…
- 2010: Wilsberg – Gefahr im Verzug
- 2010: Wilsberg – Bullenball
- 2013: Wilsberg – Die Entführung
- 2013: Wilsberg – Treuetest
- 2014: Wilsberg – Das Geld der Anderen
- 2015: Wilsberg – Bauch, Beine, Po
- 2015: Tod den Hippies!! Es lebe der Punk
- 2017: Wilsberg – Straße der Tränen
- 2017: Wilsberg – Alle Jahre wieder
- 2019: Der Bulle und das Biest (Fernsehserie)
- 2019: Wilsberg – Ins Gesicht geschrieben
- 2019: Wilsberg – Schutzengel
- 2020: Notruf Hafenkante (Fernsehserie, Folge Lebensmüde)
- 2021: Wilsberg – Überwachen und belohnen
- 2021: SOKO Köln  (Fernsehserie, Folge Absacker)
- 2022: Wilsberg – Schmeckt nach Mord
- 2022: Wilsberg – Fette Beute (Fernsehreihe)
- 2023: Wann wird es endlich wieder so, wie es nie war
- 2024: In aller Freundschaft (Fernsehserie, Folge Liebenswert)
- 2025: Wilsberg – Über dem Gesetz (Fernsehreihe)

## Theater
- 2002: Frühlings Erwachen (R: Mario Holetzeck, Volkstheater Rostock)
- 2003: Urfaust (R: Sandrine Hutinet, Volkstheater Rostock)
- 2004: Die Nibelungen (Hebbel) (R: Johanna Schall, Volkstheater Rostock)
- 2005: Das Fest (R: Matthias Straub, Theater Freiberg)
- 2005: Don Carlos (R: Matthias Straub, Mittelsächsisches Theater)
- 2006: Discotheater (R: Renat Safiullin, Mittelsächsisches Theater)
- 2006: Das Herz eines Boxers (R: Peter Fischer, Mittelsächsisches Theater)
- 2006: Viel Lärm um Nichts (R: Matthias Straub, Mittelsächsisches Theater)
- 2006: High Society (R: Stefan Karthaus, Mittelsächsisches Theater)
- 2006: Wolfsjagd (R: C. Wiesner/S. Wohlfahrt, Mittelsächsisches Theater)
- 2007: Tod eines Handlungsreisenden (R: Peter Fischer, Mittelsächsisches Theater)